# Championnat du Moyen-Orient des rallyes
Le championnat du Moyen-Orient des rallyes (Middle East Rally Championship, ou MERC) est un championnat international de rallyes, organisé par la FIA depuis 1984.
L'émirati Mohammed Ben Sulayem l'a remporté à quatorze reprises (en autant de participations) sur vingt-huit éditions (soit un ratio de 50 %), et le Qatari Nasser Al-Attiyah en a remporté dix-neuf (2024).
Saeed Al-Hajri est le premier vainqueur d'une épreuve officielle du MERC, à sa création (rallye du Qatar, en 1984) ; Jean-Pierre Nasrallah est le 100e (lors du rallye du Liban, en 2002).
En 2014, le pilote des Émirats Mohammed Al-Mutawaa a remporté le championnat junior ainsi que le championnat 2-roues motrices (Citroën DS3 RT) et Meshari Al-Thefiri (Koweit) s'est adjugé quant à lui le championnat réservé au Groupe N (Mitsubishi Lancer Evo IX et Evo X).
En 2015, l'Iran rentre dans le calendrier (rallye de Chiraz).

## Palmarès
| Année | Champion                     | Voiture                                             |
| ----- | ---------------------------- | --------------------------------------------------- |
| 2024  | Abdulaziz Al-Kuwari          | Škoda Fabia RS Rally2                               |
| 2023  | Nasser Saleh Al-Attiyah (19) | Volkswagen Polo GTI R5 (en)                         |
| 2022  | Nasser Saleh Al-Attiyah      | Volkswagen Polo GTI R5                              |
| 2021  | Nasser Saleh Al-Attiyah      | Volkswagen Polo GTI R5                              |
| 2020  | Nasser Saleh Al-Attiyah      | Volkswagen Polo GTI R5                              |
| 2019  | Nasser Saleh Al-Attiyah      | Volkswagen Polo GTI R5                              |
| 2018  | Nasser Saleh Al-Attiyah      | Ford Fiesta R5                                      |
| 2017  | Nasser Saleh Al-Attiyah      | Ford Fiesta R5                                      |
| 2016  | Nasser Saleh Al-Attiyah      | Škoda Fabia R5 (en)                                 |
| 2015  | Nasser Saleh Al-Attiyah      | Ford Fiesta RS RRC                                  |
| 2014  | Nasser Saleh Al-Attiyah      | Ford Fiesta RS RRC                                  |
| 2013  | Nasser Saleh Al-Attiyah      | Ford Fiesta RS RRC                                  |
| 2012  | Nasser Saleh Al-Attiyah      | Ford Fiesta S2000 / Peugeot 207 S2000               |
| 2011  | Nasser Saleh Al-Attiyah      | Ford Fiesta S2000                                   |
| 2010  | Misfer Al-Marri              | Subaru Impreza WRX STI N16 (7)                      |
| 2009  | Nasser Saleh Al-Attiyah      | Subaru Impreza WRX STI N15 / Mitsubishi Evo X       |
| 2008  | Nasser Saleh Al-Attiyah      | Subaru Impreza WRX STI                              |
| 2007  | Nasser Saleh Al-Attiyah      | Subaru Impreza WRX STI                              |
| 2006  | Nasser Saleh Al-Attiyah      | Subaru Impreza WRX STI                              |
| 2005  | Nasser Saleh Al-Attiyah      | Subaru Impreza WRX STI                              |
| 2004  | Khalid Al-Qassimi            | Subaru Impreza WRX STI                              |
| 2003  | Nasser Saleh Al-Attiyah      | Subaru Impreza WRC                                  |
| 2002  | Mohammed Ben Sulayem (14)    | Ford Focus WRC (4)                                  |
| 2001  | Mohammed Ben Sulayem         | Ford Focus WRC                                      |
| 2000  | Mohammed Ben Sulayem         | Ford Focus WRC                                      |
| 1999  | Mohammed Ben Sulayem         | Ford Focus WRC                                      |
| 1998  | Mohammed Ben Sulayem         | Ford Escort WRC                                     |
| 1997  | Mohammed Ben Sulayem         | Ford Escort RS Cosworth (5)                         |
| 1996  | Mohammed Ben Sulayem         | Ford Escort RS Cosworth                             |
| 1995  | Abdullah Bakhashab           | Ford Escort RS Cosworth                             |
| 1994  | Mohammed Ben Sulayem         | Ford Escort RS Cosworth                             |
| 1993  | Hamed Al-Thani               | Mitsubishi Galant VR-4                              |
| 1992  | Mamdouh Khayat               | Lancia Delta HF Integrale / Ford Sierra RS Cosworth |
| 1991  | Mohammed Ben Sulayem         | Toyota Celica GT-Four (3)                           |
| 1990  | Mohammed Ben Sulayem         | Toyota Celica GT-Four                               |
| 1989  | Mohammed Ben Sulayem         | Toyota Celica GT-Four                               |
| 1988  | Mohammed Ben Sulayem         | Toyota Celica Twin-Cam Turbo (en) (3)               |
| 1987  | Mohammed Ben Sulayem         | Toyota Celica Twin-Cam Turbo                        |
| 1986  | Mohammed Ben Sulayem         | Toyota Celica Twin-Cam Turbo                        |
| 1985  | Saeed Al-Hajri               | Porsche 911 SC RS                                   |
| 1984  | Saeed Al-Hajri               | Porsche 911 SC RS                                   |

Soit par constructeurs :
- 13 (+2) :  Ford ;
- 8 :  Subaru ;
- 6 :  Toyota ;
- 2 :  Porsche et  1 (+1) Mitsubishi.

## Courses retenues (à 2015 inclus)
- Qatar International Rally (en) (1984-) ;
- Kuwait International Rally (en) (1984-1985, 1987-1989, 1995-1996, 2009-) ;
- Bahrain International Rally (1984, 2000-2002, 2004-05) ;
- Rallye de Jordanie (1984-1988, 1990, 1992-) ;
- Oman International Rally (en) (1984-1988, 1990-1994, 1998, 2004-2007, 2015) ;
- Dubai International Rally (en), Émirats arabes unis (1984-1988, 1990-1995, 1997-) ;
- Rallye du Liban, (1987-1988, 1991-2004, 2006-) ;
- UAE International Rally, Émirats arabes unis (1989, 1995-2001, 2004-06) ;
- Tour of Cyprus, (1998-1999) ;
- Troodos Rally, Chypre, (2000-2009, 2011) ;
- Syria International Rally, (2001-2005, 2007-2010) ;
- Rallye de Chypre, (2007-2008, 2010, 2012-) ;
- Sharqia Rally, Arabie saoudite, (2010) ;
- Jeddah Rally, Arabie saoudite, (2014) ;
- Shiraz Rally (en), Iran (2015).

Note : six épreuves en 2015.

## Vainqueurs
230 rallyes ont été courus depuis l'introduction du championnat en 1984 jusqu'au Rallye de Chypre 2023 inclus, avec 39 vainqueurs différents.
| Pilote                    | Victoires |
| ------------------------- | --------- |
| Nasser Al-Attiyah         | 81        |
| Mohammed Ben Sulayem      | 60        |
| Roger Feghali             | 16        |
| Saeed Al-Hajri            | 11        |
| Khalid Al Qassimi         | 8         |
| Andreas Tsouloftas        | 4         |
| Abdullah Al-Rawahi        | 4         |
| Abdullah Bakhashab        | 3         |
| Björn Waldegård           | 3         |
| Jean-Pierre Nasrallah     | 3         |
| Yazeed Al-Rajhi           | 3         |
| Suhail bin Maktoum        | 2         |
| Khalifa Al-Mutaiwi        | 2         |
| Michel Saleh              | 2         |
| Abdulaziz Al Kuwari       | 2         |
| Charalambos Thimotheou    | 2         |
| Khalid Al Suwaidi         | 2         |
| Amjad Farrah              | 1         |
| Andreas Peratikos         | 1         |
| Chris Thomas              | 1         |
| Samir Ghanem              | 1         |
| Abdullah Al-Qassimi       | 1         |
| Abbas Al-Motaiwi          | 1         |
| Nasser Khalifa Al-Attiyah | 1         |
| Hamed al-Thani            | 1         |
| Maurice Sehnaoui          | 1         |
| Tony Georgiou             | 1         |
| Alex Fiorio               | 1         |
| Piero Liatti              | 1         |
| Russell Brookes           | 1         |
| Alain Oreille             | 1         |
| Nizar Shanfari            | 1         |
| Nicos Thomas              | 1         |
| Rashed El-Ketbi           | 1         |
| Nicolas Amiouni           | 1         |
| Tamer Ghandour            | 1         |
| Rodolphe Asmar            | 1         |
| Rashid El-Naimi           | 1         |
| Vojtěch Štajf             | 1         |